# Adriano Fontana
Adriano Fontana (* 19. August 1946 in Zürich) ist ein Schweizer Arzt und Immunologe. Er war Klinikdirektor der Klinik für Immunologie am Universitätsspital Zürich und Professor an der Medizinischen Fakultät und an der Mathematisch-Naturwissenschaftlichen Fakultät der Universität Zürich.

## Leben und Wirken
Fontana studierte Medizin an der Universität Zürich und erhielt nach Ausbildung am Universitätsspital Zürich 1979 den Facharzttitel für Innere Medizin. Er promovierte 1973 an der Universität Zürich und war als Postdoktorand 1979 an der Harvard Medical School in Boston und im Institut für Molekularbiologie II der Universität Zürich. Er wurde Assistenzprofessor (1987), Extraordinarius (1993) und ordentlicher Professor für Innere Medizin, speziell Klinische Immunologie an der Universität Zürich (2004) und Direktor der Klinik für Immunologie im Universitätsspital Zürich (2004). Ärztliche Tätigkeit an der Mayo Clinic in Rochester (USA), im Peter Bent Brigham Hospital, Harvard Medical School in Boston und im Klinikum Grosshadern der Universität München. Von 2010 bis 2017 arbeitete er als von der Gemeinnützigen Hertie Stiftung ernannter Seniorforschungsprofessor für Neurowissenschaften im Institut für Experimentelle Immunologie an der Universität Zürich.
Er forschte im Gebiete der Neuroimmunologie und entdeckte als erster Transforming growth factor beta2 (TGFbeta2) als immunsuppressives Prinzip gebildet von Glioblastomen, die Bedeutung der über den xCT Antiporter und Glutamat gehenden, von aktivierten Mikrogliazellen im Gehirn vermittelten Neurotoxizität und die Hemmung von Clock Genen durch Zytokine. Die Arbeiten finden sich in mehr als 200 internationalen Zeitschriften (inkl. Science, Nature, Nature Immunology, Nature Medicine, Cell und J. Exp. Med., Lancet, J. Clin. Invest und EMBO) publiziert.
Adriano Fontana ist verheiratet und hat zwei Töchter.

## Auszeichnungen (Auswahl)
- 1986: Bing Preis der Schweizerischen Akademie der Medizinischen Wissenschaften
- 1993: Cloëtta-Preis[4]
- 2014: Ehrenmitglied der Schweizerischen Gesellschaft für Immunologie und Allergologie
- 2017: Ehrenmitglied der Schweizerischen Akademie der Medizinischen Wissenschaften[5]
- 2023: Ehrenpreis der Roman, Marga und Mareille Sobek-Stiftung